# Liste des évêques de Cerignola-Ascoli Satriano
Cette liste recense les noms des évêques qui se sont succédé sur le siège d'Ascoli Satriano et sur celui de Cerignola, puis sur le siège d'Ascoli Satriano et Cerignola à partir de 1819 lorsque les deux diocèses sont réunis aeque principaliter et enfin des évêques du diocèse de Cerignola-Ascoli Satriano depuis la pleine union des deux sièges par le décret Instantibus votis de la congrégation pour les évêques du 30 septembre 1986. 

## Évêques d'Ascoli Satriano
- Anonyme (? - 1068)
- Lupus Protospatharius (1067 - 1102)
- Risando (mentionné en 1107)
- Sikenolfo (mentionné en 1123)
- Giovanni (mentionné en 1179)
- Anonyme (mentionné en 1182)
- Anonyme (documenté en 1184 et en 1188)
- Goffredo (1189 - 1200)
- Pietro (1205 - 1237)
  - Siège vacant (1239 - ?)
- Anonyme (mentionné en 1266)
- Anonyme (mentionné en 1268)
- Anonyme (1270 - 1271)
- Benedetto (1274 - 1293)
- Ruggero (1295 - 1304)
- Angelo (1308 - 1311)
- Francesco I (1311 - 1311)
- Francesco II (1311 - 1322)
- Benedetto, O.E.S.A (1322 - 1330)
- Pietro II (? - 1353)
- Pietro III de Pironti (1354 - 1376)
- Pietro IV (1376 - 1396)
- Francesco Pasquarelli, O.E.S.A (1397 - 1418)
- Giacomo (1419 - 1458)
- Giovanni Antonio Boccarelli (1458 - 1469), nommé évêque de Nole
- Francesco Pietro Luca di Gerona, O.P (1469 - 1477), nommé évêque de Teramo-Atri
- Fazio Gallerani (1477 - 1479)
- Giosuè de Gaeta (1480 - 1509)
- Agapito Giosuè de Gaeta (1509 - 1512)
- Giosuè de Gaeta (1513 - 1517) (pour la seconde fois)
- Giovanni Francesco de Gaeta (1517 - 1566)
- Marco Lando (1567 - 1593)
- Francesco Bonfiglio, O.F.M.Conv (1593 - 1594)
- Ferdinando D'Avila, O.F.M.Obs (1594 - 1620)
- Francesco Maria de Marra (1620 - 1624)
- Francesco Andrea Gelsomino, O.E.S.A (1625 - 1629)
- Gregorio Bolognetti (1630 - 1639), nommé évêque de Rieti
- Michele Rezia (1639 - 1648)
- Pirro Luigi Castellomata (1648 - 1656)
- Giacomo Filippo Bescapè (1657 - 1672)
- Felice Via Cosentino (1672 - 1679)
- Filippo Lenti (1680 - 1684)
- Francesco Antonio Punzi (1685 - 1728)
- Antonio de Martinis (1728 - 1737)
- Giuseppe Campanile (1737 - 1771)
- Emanuele de Tomasi (1771 - 1807)
  - Siège vacant (1807-1818)
- Antonio Maria Nappi (1818 - 1819), nommé évêque d'Ascoli Satriano et Cerignola

## Évêques d'Ascoli Satriano et Cerignola
- Antonio Maria Nappi (1819 - 1830)
- Francesco Iavarone (1832 - 1849), nommé évêque de Sant'Agata de' Goti
- Leonardo Todisco Grande (1849 - 1872)
- Antonio Sena (1872 - 1887)
- Domenico Cocchia, O.F.M.Cap (1887 - 1900)
- Angelo Struffolini (1901 - 1914)
- Giovanni Sodo (1915 - 1930)
- Vittorio Consigliere, O.F.M.Cap (1931 - 1946)
- Donato Pafundi (1946 - 1957)
- Mario Di Lieto (1957 - 1986), nommé évêque de Cerignola-Ascoli Satriano

## Évêques de Cerignola-Ascoli Satriano
- Mario Di Lieto (1986 - 1987)
- Vincenzo D'Addario (1987 - 1990), nommé archevêque de Manfredonia-Vieste
- Giovan Battista Pichierri (1990 - 1999), nommé archevêque de Trani-Barletta-Bisceglie
- Felice di Molfetta (2000 - 2015)
- Luigi Renna (2015 - 2022 ), nommé archevêque de Catane